# Svetovno prvenstvo v podvodnem hokeju 1988
Svetovno prvenstvo v podvodnem hokeju 1988 je potekalo v Amersfoortu (Nizozemska).

## Rezultati

### Moški
1. Nova Zelandija
2. ZDA
3. Avstralija
4. Združeno kraljestvo

### Ženske
1. Avstralija
2. Nizozemska
3. Kanada
4. Nova Zelandija